# Asparagus nelsii
Asparagus nelsii — вид рослин із родини холодкових (Asparagaceae).

## Біоморфологічна характеристика
Це прямовисний колючий кущ 60–100 см заввишки, з короткими гілочками. Стебла дрібно запушені або голі, сірі з дрібними чорними цяточками. Шипи на основних гілках і гілочках різко зігнуті, 5–10 мм завдовжки. Кладодії ниткоподібні, в пучках по 4–9, тонкі, 6–15 мм завдовжки, перекриваються, блідо-зелені. Суцвіття поодинокі чи 2–3 суцвіття з вузлів стебла, 15–60 мм завдовжки. Квітки 1 чи парні, рідше в пучках по 3–5. Листочки оцвітини білі чи блідо-кремові, 2.5–3.5 мм завдовжки. Тичинки з блідими пиляками. Ягода 5–6 мм у діаметрі, однонасінна.

## Середовище проживання
Ареал: Ангола, Ботсвана, Намібія, Замбія, ПАР.
Населяє відкриті ліси на піщаних ґрунтах.